# Coupe de France féminine 2014/15
Der Wettbewerb um die Coupe de France féminine in der Saison 2014/15 war die 14. Ausspielung des französischen Fußballpokals für Frauenmannschaften. Die Teilnahme ist nur für die Frauschaften der ersten und zweiten Liga verpflichtend.
Titelverteidiger Olympique Lyon setzte sich erneut durch und gewann Mitte April 2015 zum vierten Mal nacheinander die Trophäe; im Endspiel besiegte Lyon die Frauen des HSC Montpellier, die damit ihr viertes Finale seit 2010 verloren.
Der Wettbewerb wird nach dem klassischen Pokalmodus ausgetragen; das heißt insbesondere, dass die jeweiligen Spielpaarungen ohne Setzlisten oder eine leistungsmäßige beziehungsweise ab dem Achtelfinale ohne regionale Vorsortierung der Vereine aus sämtlichen noch im Wettbewerb befindlichen Klubs ausgelost werden und lediglich ein Spiel ausgetragen wird, an dessen Ende ein Sieger feststehen musste (und sei es durch ein Elfmeterschießen – eine Verlängerung bei unentschiedenem Stand nach 90 Minuten ist nicht vorgesehen), der sich dann für die nächste Runde qualifiziert, während der Verlierer ausscheidet. Auch das Heimrecht wird für jede Begegnung durch das Los ermittelt – mit Ausnahme des Finales, das auf neutralem Platz an jährlich wechselnden Orten stattfindet –, jedoch mit der Einschränkung, dass Klubs, die gegen eine mindestens zwei Ligastufen höher spielende Elf anzutreten haben, automatisch Heimrecht bekommen.
Nach Abschluss der von den regionalen Untergliederungen des Landesverbands FFF organisierten Qualifikationsrunden greifen im Zweiunddreißigstelfinale, der sogenannten zweiten Bundesrunde (Deuxième tour fédéral), auch die zwölf Erstligisten in den Wettbewerb ein. Die auf der tiefsten Ligenstufe antretenden Vereine, die es bis in diese Runde geschafft haben, sind die Frauen des FC Nantes, von US Saint-Romans und SO Cholet. Erfolgreichste unterklassige Frauschaft war der Zweitligist FC Rouen, der es bis in das Halbfinale brachte.

## Zweiunddreißigstelfinale
Spiele am 3./4. Januar, drei Nachholpartien am 7. bzw. 11. Januar 2015. Die Vereine der beiden höchsten Ligen sind mit D1 bzw. D2 gekennzeichnet.
| - Juvisy FCF (D1) – FC Tremblay (D2) (a) 7:0 - FC Rouen (D2) – FF Issy (D1) 6:0 - AS Saint-Étienne (D1) – FCO Dijon (D2) 5:0 - CA Paris – FC Metz (D1) 1:1, 3:4 i. E. - ASPCR Portet – AF Rodez (D1) 2:6 - US Saint-Romans – ASPTT Albi (D1) 0:8 - SO Cholet – ASJ Soyaux (D1) 0:13 - US Rouvroy (D2) – Le Mans FC (D2) 0:2 - Bourges 18 – CS Nivolas Vermelle (D2) 0:2 - Étoile Aubune – AS Muret (D2) 0:2 - ES Eysines – US Saint-Malo (D2) 3:5 - FC Étampes – AS Nancy (D2) 1:4 - ESAP Metz – AS Saint-Quentin 2:1 - Clermont Foot – FC Hirtzbach 4:1 - FC DomTac (b) – FC ETG Ambilly 0:2 - FC Nantes – FC Lorient 1:4 | - Paris Saint-Germain (D1) – Arras FCF (D1) 6:0 - VGA Saint-Maur (D2) – Olympique Lyon (D1) 0:5 - FF Nîmes Métropole Gard (D2) – HSC Montpellier (D1) 1:1, 4:5 i. E. - Croix Blanche OSL Angers (D2) – EA Guingamp (D1) 0:1 - FC Vendenheim (D2) – FCF Val d’Orge (D2) 3:0 - ESOF La Roche (D2) – ES Blanquefort (D2) 1:3 - FAF Marseille (D2) – Olympique Marseille (D2) 1:2 - FF Templemars-Vendeville (D2) – USCCO Compiègne (D2) 1:0 - Amicale Saint-Lyphard – Orvault Sports (D2) 0:2 - FC Montauban TG – Le Puy Foot (D2) 1:1, 4:3 i. E. - FC Bas Vernet Perpignan – AS Véore-Montoison (D2) 1:4 - FC Vesoul – FF Yzeure Allier Auvergne (D2) 0:7 - CS Changé – FCF Hénin-Beaumont (D2) 0:4 - UL Metz Plantières – CS Mars Bischheim (D2) 0:4 - Avant Garde Caen – SC Amiens (D2) 2:2, 4:3 i. E. - ESM Gonfreville-l’Orcher – US Gravelines 2:0 |

## Sechzehntelfinale
Spiele am 24./25., eine verschobene Partie am 28. Januar 2015
| - ASPTT Albi (D1) – AF Rodez (D1) 0:1 - US Saint-Malo (D2) – EA Guingamp (D1) 0:4 - HSC Montpellier (D1) – AS Muret (D2) 7:0 - Le Mans FC (D2) – FC Metz (D1) 0:4 - Clermont Foot – AS Saint-Étienne (D1) 0:4 - Avant Garde Caen – Orvault Sports (D2) 2:3 - FC ETG Ambilly – AS Nancy (D2) 1:0 - FC Lorient – ES Blanquefort (D2) 1:3 | - ASJ Soyaux (D1) – Paris Saint-Germain (D1) 0:0, 1:3 i. E. - FCF Hénin-Beaumont (D2) – Juvisy FCF (D1) 0:3 - Olympique Lyon (D1) – FF Yzeure Allier Auvergne (D2) 8:1 - CS Mars Bischheim (D2) – FC Vendenheim (D2) 1:3 - Olympique Marseille (D2) – CS Nivolas Vermelle (D2) 2:1 - ESM Gonfreville-l’Orcher – FC Rouen (D2) 0:4 - FC Montauban TG – AS Véore-Montoison (D2) 0:2 - ESAP Metz – FF Templemars-Vendeville (D2) 2:3 |

## Achtelfinale
Spiele am 14./15. Februar 2015
| - Juvisy FCF (D1) – Orvault Sports (D2) 14:1 - ES Blanquefort (D2) – AF Rodez (D1) 0:2 - FC Metz (D1) – FC Vendenheim (D2) 0:2 - FC ETG Ambilly – HSC Montpellier (D1) 0:5 | - EA Guingamp (D1) – Paris Saint-Germain (D1) 1:1, 7:6 i. E. - AS Saint-Étienne (D1) – Olympique Marseille (D2) 2:0 - AS Véore-Montoison (D2) – Olympique Lyon (D1) 0:12 - FC Rouen (D2) – FF Templemars-Vendeville (D2) 2:1 |

## Viertelfinale
Spiele am 28. Februar und 1. März 2015
| - HSC Montpellier (D1) – Juvisy FCF (D1) 2:1 - Olympique Lyon (D1) – EA Guingamp (D1) 6:0 | - AF Rodez (D1) – AS Saint-Étienne (D1) 2:2, 6:7 i. E. - FC Vendenheim (D2) – FC Rouen (D2) 0:0, 1:4 i. E. |

## Halbfinale
Spiele am 14./15. März 2015
| - FC Rouen (D2) – Olympique Lyon (D1) 0:4 | - AS Saint-Étienne (D1) – HSC Montpellier (D1) 0:1 |

## Finale
Spiel am 18. April 2015 im Stade de l’Épopée von Calais vor 5.529 Zuschauern
- Olympique Lyon – HSC Montpellier 2:1 (0:1)

### Aufstellungen
Lyon: Sarah Bouhaddi – Corine Petit, Saki Kumagai, Wendie Renard , Lara Dickenmann – Amandine Henry, Camille Abily, Louisa Nécib (Élodie Thomis, 46.) – Ada Hegerberg, Eugénie Le Sommer, Lotta Schelin
Trainer: Gérard Prêcheur
Montpellier: Solène Durand – Marion Torrent, Kelly Gadéa , Linda Sembrant, Genessee Daughetee – Rumi Utsugi, Sandie Toletti (Viviane Asseyi, 80.), Claire Lavogez, Sofia Jakobsson – Laëtitia Tonazzi (Lindsey Thomas, 89.), Sakina Karchaoui (Marina Makanza, 56.)
Trainer: Bruno Martini (für Jean-Louis Saez)
Schiedsrichterin: Florence Guillemin

### Tore
0:1 Jakobsson (27.)

1:1 Hegerberg (47.)

2:1 Schelin (78.)

### Besonderes
Schiedsrichterin Florence Guillemin hatte bereits 2006 ein Pokalendspiel geleitet, außerdem 2003 dabei an der Seitenlinie assistiert. Bei beiden Finales handelte es sich ebenfalls um die Paarung Montpellier gegen Lyon (2003 allerdings noch der FC).
Montpelliers Chefcoach Jean-Louis Saez war für dieses Spiel mit einem Funktionsverbot belegt und wurde von Bruno Martini vertreten.